# 马建春
马建春（1962年4月—），男，中华人民共和国外交官，曾任中华人民共和国驻冈比亚共和国特命全权大使。

## 生平
1985年，进入中华人民共和国对外经济贸易部工作，先后在政策研究室、政策体制司、发展司、驻南非大使馆、国际电子商务管理司、信息化司任职。2005年，任驻约旦大使馆参赞。2011年，任驻埃及大使馆公使衔参赞。2014年，任商务部外事司副司长。2015年，升任司长。2018年11月，出任中华人民共和国驻冈比亚大使。2022年6月，自驻冈比亚大使离任。

## 家庭
已婚，有一子。

## 荣誉

### 外国勋章奖章
- 冈比亚共和国大军官勋章（冈比亚，2022年6月2日颁发[3]）